# Communauté d'agglomération Plaine Vallée
La communauté d'agglomération Plaine Vallée, est une communauté d'agglomération française, située dans le département du Val-d'Oise et la région Île-de-France.

## Historique
Dans le cadre de la mise en œuvre de la loi MAPAM du 27 janvier 2014, qui prévoit la généralisation de l'intercommunalité à l'ensemble des communes et la création d'intercommunalités de taille importante, Plaine Vallée est créée par un arrêté préfectoral du 25 novembre 2015, prenant effet le 1er janvier 2016, qui a fusionné la communauté d'agglomération de la vallée de Montmorency avec la communauté de communes de l'Ouest de la Plaine de France, auxquelles s'ajoutent également les communes de Montlignon et Saint-Prix.
La communauté d'agglomération devait également accueillir la ville d'Eaubonne mais cette opération a suscité une forte opposition locale en raison d'aménagements communs avec la ville voisine d'Ermont. Plaine Vallée a donc reçu une dérogation pour rester en dessous du seuil de 200 000 habitants.
En 2018, Moisselles, estimant que son caractère de village rural n'est pas convenablement pris en compte par une collectivité regroupant des communes importantes comme  Deuil-la-Barre ou Saint-Gratien, demande à quitter Plaine-Vallée afin de rejoindre la communauté de communes Carnelle Pays de France. Ce départ, qui aurait de lourdes conséquences fiscales pour Plaine-Vallée (qui bénéficie de la fiscalité professionnelle sur le centre commercial Leclerc de cette ville, soit 1,5 million d'euros), est refusé par le conseil communautaire lors de sa séance du 26 septembre 2018.

## Territoire communautaire

### Communes membres
La communauté d'agglomération est composée des 18 communes suivantes :

| Nom                    | Code Insee | Gentilé         | Superficie (km2) | Population (dernière pop. légale) | Densité (hab./km2) |
| ---------------------- | ---------- | --------------- | ---------------- | --------------------------------- | ------------------ |
| Montmorency (siège)    | 95428      | Montmorencéens  | 5,37             | 21 677 (2022)                     | 4 037              |
| Andilly                | 95014      | Andillois       | 2,7              | 2 691 (2022)                      | 997                |
| Attainville            | 95028      | Attainvillois   | 7,16             | 1 834 (2022)                      | 256                |
| Bouffémont             | 95091      | Bouffémontois   | 4,51             | 6 565 (2022)                      | 1 456              |
| Deuil-la-Barre         | 95197      | Deuillois       | 3,76             | 22 903 (2022)                     | 6 091              |
| Domont                 | 95199      | Domontois       | 8,33             | 16 075 (2022)                     | 1 930              |
| Enghien-les-Bains      | 95210      | Enghiennois     | 1,77             | 11 594 (2022)                     | 6 550              |
| Ézanville              | 95229      | Ézanvillois     | 5,19             | 9 789 (2022)                      | 1 886              |
| Groslay                | 95288      | Groslaisiens    | 2,95             | 8 378 (2022)                      | 2 840              |
| Margency               | 95369      | Margencéens     | 0,72             | 2 954 (2022)                      | 4 103              |
| Moisselles             | 95409      | Moissellois     | 1,46             | 1 259 (2022)                      | 862                |
| Montlignon             | 95426      | Montlignonnais  | 2,84             | 2 966 (2022)                      | 1 044              |
| Montmagny              | 95427      | Magnymontois    | 2,91             | 14 632 (2022)                     | 5 028              |
| Piscop                 | 95489      | Piscopiens      | 4,08             | 737 (2022)                        | 181                |
| Saint-Brice-sous-Forêt | 95539      | Saint-Briciens  | 6                | 15 209 (2022)                     | 2 535              |
| Saint-Gratien          | 95555      | Gratiennois     | 2,42             | 21 297 (2022)                     | 8 800              |
| Saint-Prix             | 95574      | Saint-Prissiens | 7,93             | 7 588 (2022)                      | 957                |
| Soisy-sous-Montmorency | 95598      | Soiséens        | 3,98             | 18 068 (2022)                     | 4 540              |

### Démographie
| 1968    | 1975    | 1982    | 1990    | 1999    | 2010    | 2015    | 2021    |
| ------- | ------- | ------- | ------- | ------- | ------- | ------- | ------- |
| 117 507 | 137 515 | 143 789 | 158 994 | 166 699 | 177 917 | 181 406 | 184 945 |

## Fonctionnement

### Siège
La communauté d'agglomération a son siège à Montmorency, 1 avenue Foch.

### Élus
La communauté est administrée par un conseil communautaire de 61 membres pour la mandature 2020-2026, qui représentent chacune des communes membres et répartis sensiblement en proportion de leur population, soit : 

- 7 délégués pour Deuil-la-Barre, Montmorency, Saint-Gratien ; 

- 6 sièges pour Soisy-sous-Montmorency ;

- 5 délégués pour Domont et Saint-Brice-sous-Forêt ;

- 4 délégués pour Enghien-les-Bains et Montmagny ;

- 3 délégués pour Ézanville et Groslay,

- 2 délégués pour Bouffémont et Saint-Prix ;

- 1 délégué et son suppléant pour Andilly, Attainville, Margency, Moisselles, Montlignon et Piscop.

Au terme des élections municipales de 2020 dans le Val-d'Oise, le conseil communautaire restructuré a réélu son président, Luc Strehaiano, maire de Soisy-sous-Montmorency, ainsi que ses 14 vice-présidents, qui sont : 
- Vice-président délégué : Christian Lagier, maire de Piscop, délégué à la programmation du Théâtre Silvia Monfort, commission d’appel d’offres et instances paritaires.

1. Philippe Sueur, maire d’Enghien-les-Bains, délégué à l’assainissement, eaux pluviales et tourisme.
2. Muriel Scolan, maire de Deuil-la-Barre, déléguée à la prévention et à la politique de la ville.
3. Alain Goujon, maire de Montlignon, délégué à l’habitat, l’aménagement et l’attractivité du territoire et aux relations internationales.[9]
4. Patrick Floquet, maire de Montmagny, délégué aux finances et à l’administration générale.
5. Julien Bachard, maire de Saint-Gratien, délégué au développement durable et à l’aménagement de la butte pinson.
6. Véronique Ribout, maire de Moisselles, déléguée à l’entrepreneuriat.
7. Frédéric Bourdin, maire de Domont, délégué aux voiries et parkings communautaires.
8. Maxime Thory, maire de Montmorency, délégué à la sécurité et à la tranquillité publique.
9. Nicolas Leleux, maire de Saint-Brice-sous-Forêt, délégué à l’emploi et à l’insertion par l’économie.
10. Céline Villecourt, maire de Saint-Prix, déléguée au patrimoine communautaire et vernaculaire.
11. Éric Battaglia, maire d’Ézanville, délégué à la politique communautaire du commerce.
12. Michel Lacoux, maire de Bouffémont, délégué aux services et équipements culturels.
13. Patrick Cancouët, maire de Groslay, délégué à la protection des biens et des personnes, et au déploiement des nouvelles technologies.
14. Thierry Brun, maire de Margency, délégué aux services et équipements sportifs.

Le bureau de l'intercommunalité pour le mandat 2020-2026 est constitué du président, des vice-présidents et de deux autres membres, ce qui fait qu'y siègent tous les maires de l'agglomération.

### Liste des présidents
| Période                                  | Période                   | Identité       | Étiquette | Qualité |
| ---------------------------------------- | ------------------------- | -------------- | --------- | --- |
| Les données manquantes sont à compléter. |                           |                |           | |
| 2016                                     | En cours (au 19 mai 2021) | Luc Strehaiano | LR        | Maire de Soisy-sous-Montmorency (→ ) Conseiller général de Soisy-sous-Montmorency (2001 → 2015) Conseiller départemental de Montmorency (2015 → ) président de la Commission nationale de vidéosurveillance (2002 → ) Réélu pour le mandat 2020-2026 |

### Compétences
L'intercommunalité exerce les compétences qui lui ont été transférées par les communes membres, dans le cadre des dispositions du code général des collectivités territoriales.
Il s'agit de :
- développement économique :actions qui visent à dynamiser l’activité économique, favoriser l’emploi, soutenir l’entrepreneuriat et promouvoir l’attractivité du territoire (actions de développement économique ; zones d’activité  ; politique locale du commerce et soutien aux activités commerciales d’intérêt communautaire ; promotion du tourisme, dont la création d’offices de tourisme) ;
- aménagement de l’espace communautaire : zones d’aménagement concerté (ZAC) d’intérêt communautaire ; organisation de la mobilité pour le réseau de la Vallée de Montmorency dont l’exploitation est confiée au SIEREIG ;
- équilibre social de l’habitat : programme local de l’habitat intercommunal (PLH) ; politique du logement d’intérêt communautaire ;  logement social d’intérêt communautaire ; réserves foncières pour la mise en œuvre de la politique communautaire d’équilibre social de l’habitat ; action en faveur du logement des personnes défavorisées ; amélioration du parc immobilier bâti d’intérêt communautaire ;
- politique de la ville (la signature d’un Contrat de Ville en est issue avec pour objectif de rétablir l’égalité entre les quartiers défavorisés et les autres quartiers. Il repose sur la cohésion sociale, l’emploi et le renouvellement urbain) : élaboration du diagnostic du territoire et définition des orientations du contrat de ville ; animation et coordination des dispositifs contractuels de développement urbain, de développement local et d’insertion économique et sociale ainsi que des dispositifs locaux de prévention de la délinquance ; programmes d’actions définis dans le contrat de ville ;
- gestion des milieux aquatiques et prévention des inondations (GEMAPI) depuis le 1er janvier 2018 (déléguée aux syndicats mixtes SIARE et SIAH) ;
- aires d’accueil et des terrains familiaux locatifs des Gens du voyage ;
- Collecte et traitement des déchets des ménages et déchets assimilés : Plaine Vallée délègue la collecte, le traitement et la valorisation de ses déchets aux syndicats mixtes Emeraude et Sigidurs suivant les communes.
- assainissement (la collecte, le traitement des eaux usées, la réalisation de tous les travaux et études nécessaires dans ce domaine. Également la collecte, le traitement des eaux pluviales, la réalisation de tous les travaux et études nécessaires dans ce domaine) : Plaine Vallée transfère le transport des eaux usées et des eaux pluviales ainsi que leur traitement aux syndicats mixtes SIARE et SIAH ; contrôle des installations d’assainissement autonome (SPANC).
- eau potable.
- eaux pluviales urbaines.
- voirie  et parcs de stationnement d’intérêt communautaire ;
- protection et de mise en valeur de l’environnement et du cadre de vie : lutte contre la pollution de l’air, les nuisances sonores, soutien aux actions de maîtrise de la demande d’énergie ;
- équipements culturels et sportifs d’intérêt communautaire
- nettoyage des tags dans le cadre de la propreté urbaine.
- réseau d’éclairage public d’intérêt communautaire faisant l’objet d’un contrat de partenariat sur le territoire des communes suivantes : Attainville, Bouffémont, Domont, Ezanville, Moisselles, Piscop et Saint-Brice-sous-Forêt.
- infrastructures et réseaux de communications électroniques, cette compétence s’exerce sur l’unique territoire de la commune d’Attainville, conformément à l’article L. 1425-1 du code général des collectivités territoriales.
- contribution à la programmation de spectacles et de manifestations culturels et sportifs à fort rayonnement communautaire.
- soutien à l’enseignement artistique spécialisé (musique-théatre-danse) et aux pratiques d’ensemble à fort rayonnement communautaire.
- mutualisation des outils du réseau communautaire existant des bibliothèques communales du territoire.
- mutualisation d’une police municipale intercommunale à la demande des maires du territoire dans les conditions prévues à l’article L 512-2 du code de la sécurité intérieure.
- réseau(s) de vidéosurveillance urbain à la demande des communes
- Instruction à la demande des maires du territoire des autorisations du droit des sols délivrées au nom des communes concernées

### Régime fiscal et budget
La communauté d'agglomération est un établissement public de coopération intercommunale à fiscalité propre.
Afin de financer l'exercice de ses compétences, l'intercommunalité perçoit, comme toutes les communatés d'agglomération, la fiscalité professionnelle unique (FPU) – qui a succédé à la taxe professionnelle unique (TPU) – et assure une péréquation de ressources.
Elle collecte également la taxe d'enlèvement des ordures ménagères (TEOM), qui finance ce service public, et ne reverse pas de dotation de solidarité communautaire (DSC) à ses communes membres.

## Réalisations et projets
Conformément aux dispositions légales, une communauté d'agglomération a pour objet d'associer « au sein d'un espace de solidarité, en vue d'élaborer et conduire ensemble un projet commun de développement urbain et d'aménagement de leur territoire ».